# Chondropyga gulosa
Chondropyga gulosa är en skalbaggsart som beskrevs av Oliver Erichson Janson 1873. Chondropyga gulosa ingår i släktet Chondropyga och familjen Cetoniidae. Inga underarter finns listade i Catalogue of Life.